# ارالدو پیتزو
ارالدو پیتزو (ایتالیایی: Eraldo Pizzo؛ زادهٔ ۲۱ آوریل ۱۹۳۸) بازیکن واترپلو اهل ایتالیا بود.
او در رقابت‌های المپیک تابستانی ۱۹۶۰، المپیک تابستانی ۱۹۶۴، المپیک تابستانی ۱۹۶۸، و  المپیک تابستانی ۱۹۷۲ شرکت کرده‌است.
وی در مسابقات کشوری و بین‌المللی در مجموع برندهٔ ۱ مدال طلا شده‌است.